# Boscia plantefolii
Boscia plantefolii là một loài thực vật có hoa trong họ Capparaceae. Loài này được Hadj-Moust. mô tả khoa học đầu tiên năm 1965.